# Bogo (miasto)
Bogo – miasto w Kamerunie, w Regionie Dalekiej Północy. Liczy około 17,3 tys. mieszkańców.